# A falecida
A falecida es una obra de teatro de Nelson Rodrigues de 1953, estrenada ese mismo año en Río de Janeiro

## Sinopsis
Zulmira es una mujer obsesionada con la idea de la muerte y de tener un entierro lujo para compensar su vida sencilla y miserable en un suburbio de Río de Janeiro. Al saber que goza de buena salud, se siente totalmente decepcionada y acaba sufriendo tuberculosis. Como última voluntad, le pide al marido, desempleado que le pague un funeral de postín. Para eso, necesita el dinero del hombre más rico del barrio, Guimarães. Él no le acepta pagar el funeral y le acaba contado a Toninho, el marido de Zulmira, que tuvo una aventura con su mujer. Este, enfurecido, empieza a chantajearlo. 